# Cour d'appel de Tunis
La cour d'appel de Tunis est l'une des douze cours d'appel en Tunisie.

## Création
La cour d'appel de Tunis est créée par une loi du 9 juin 1941, alors que la Tunisie est un protectorat français.

## Compétence territoriale
La compétence territoriale de la cour d'appel de Tunis couvre les ressorts des tribunaux de première instance de Tunis, de Tunis 2, de l'Ariana, de Ben Arous et de La Manouba.

## Personnalités
Son premier procureur général est André Joppé (1885-1973) qui exerce cette fonction de sa création de 1941 à 1944.